# Ахмад Надім Касмі
Ахмад Надім Касмі (урду احمد ندیم قاسمی, при народженні Ахмад Шах Аван (урду احمد شاہ اعوان); нар. 20 листопада 1916 — 10 січня 2006) — урду та англомовний пакистанський поет, журналіст, літературний критик, драматург і автор оповідань. Написав 50 книжок на такі теми, як поезії, літератури, критики, журналістики і мистецтва, і був головною фігурою в сучасній літературі Урду. його поезія вирізняється своїм гуманізмом, , а його роман «Афсана» на урду, на думку деяких, поступається тільки Премчанд в зображенні сільської культури. Він був також редактором та видавцем літературного журналу Funoon протягом майже півстоліття. Отримав такі нагороди, як гордість продуктивності в 1968 році і Сітара-е-Імтіаз в 1980 році за свої літературні твори.

## Особисте життя
Касмі народився в селі Анга (Данга) в районі Хушаб Британської Індії. Закінчив середню школу в Кемпбеллпурі, тепер перейменований в Атток, в 1931 році, приблизно в той час, коли він написав свій перший вірш. пізніше він навчався в Коледжі імені Садика Егертона в Бахавалпурі. Він закінчив Університет Пенджабу в Лахорі в 1935 році. У нього був брат, Пірзада Мохаммад Бахш Касмі, і сестра. Він став активним членом руху прогресивних письменників як секретар, і, внаслідок цього був заарештований багато разів протягом 1950-х та 1970-х років. Помер 10 липня 2006 року від ускладнень астми в Пенджабському інституті кардіології в Лахорі.

## Літературна кар'єра
Касмі мав довгу кар'єру як письменник і редактор. Друкувався у кількох видатних літературних журналах. Також працював редактором щодневої газети «Імрозе» на урду.
У 1948 році він був обраний генеральним секретарем Анджуман-е-Тараггі Пасанд Мусанніфін (Рух прогресивних письменників) для Пенджабу. У 1949 році обраний генеральним секретарем організації Пакистану. У 1962 році Касмі опублікував власний літературний журнал «Фанун», за підтримки письменників і поетів, серед яких Хадіжа Мастур, Хаджра Масрур, Ахмад Фараз, Амджад Іслам Амджад, Ата-уль-Хак Касмі, Мунну Бхай і Назір Наджі. Касмі був наставником поета Парвіна Шакіра. у 1974 році призначений генеральним секретарем Меджлісу Таракі-Адаб, літературного органу, заснованого урядом у Західному Пакистані в 1958 році.
Його літературна діяльність оцінена по достоїнству письменниками урду, поетами і критиками, хоча є і критика його літературних творів і його особистості.